# Allium tricoccum
Allium tricoccum is een overblijvend bolgewas uit Noord-Amerika. Het behoort tot het geslacht Allium (look), waartoe ook uien, knoflook en prei behoren. De plant groeit in het wild in vochtige bossen en aan bosranden, voornamelijk in de oostelijke Verenigde Staten en in het oosten van Canada. De plant heeft lange, smalle bladeren en lijkt erg op daslook, maar bij Allium tricoccum lopen de bladeren al in de winter uit en verwelken nog voor de bloei in juli. De Engelse naam voor de plant is 'ramps' of 'wild leek' (wilde prei). Zowel de bladeren als de bol zijn eetbaar en worden in de Noord-Amerikaanse keuken gebruikt vanwege de milde knoflooksmaak. Indianen gebruikten de plant voor haar geneeskrachtige eigenschappen. Allium tricoccum komt voor in grote kolonies en opvallend is de intense knoflookgeur in de omgeving van zo'n kolonie. 
Allium tricoccum werd voor het eerst beschreven in 1789 door de Schotse botanicus William Aiton in Hortus Kewensis, een catalogus van planten die gekweekt werden in Kew Gardens. De soortaanduiding tricoccum verwijst naar de drie zaden van de vrucht.

## Beschrijving
Allium tricoccum is een overblijvend bolgewas met kegel- tot eivormige bollen die 2-6 cm lang zijn. De bollen groeien in clusters van twee tot zes. De bollen lopen in de winter uit, zodra de sneeuw smelt. De platte, lichtgroene, gesteelde bladeren groeien alleen aan de basis van de plant. De bladvorm is elliptisch tot lancetvormig. De bladeren zijn 5–9 cm breed en 20-30 cm lang, inclusief de smalle bladstelen. De bladstelen en bladscheden hebben een rode tot paarsachtige kleur. De bladeren sterven nog voor de bloei af.
Uit elke bolcluster groeit een bloeistengel. De bloeiwijze is een schermbloem met een rechtopstaande stengel die 10-40 cm lang is. De bloemschermen hebben 30-50 kleine, klokvormige bloemen. De bloemen hebben twee eivormige schutbladeren die de bloemen tijdens het knopstadium omsluiten en dan afvallen. De bloemen hebben witte, crèmekleurige of geelachtige bloemblaadjes die 4-7 mm lang zijn. De meeldraden zijn ongeveer even lang als de kroonbladeren en de helmdraden, die op de bloemkroon staan ingeplant, hebben een verbrede basis. De plant bloeit van juni tot juli, soms tot in augustus. Na de bloei en bevruchting worden groene vruchten geproduceerd die drielobbig zijn en openen met 3 kleppen. De vruchten rijpen begin september. De zaden zijn rond, zwart en glanzend en hebben een diameter van 2,5 mm. Na verspreiding ontkiemen de zaden pas in de herfst van het volgende jaar. Het eerste blad, zo groot als een grasspriet, ontwikkelt zich in de lente van het daaropvolgende jaar. Tussen het ontkiemen en de eerste bloei kan zes tot tien jaar verstrijken.

## Variëteiten

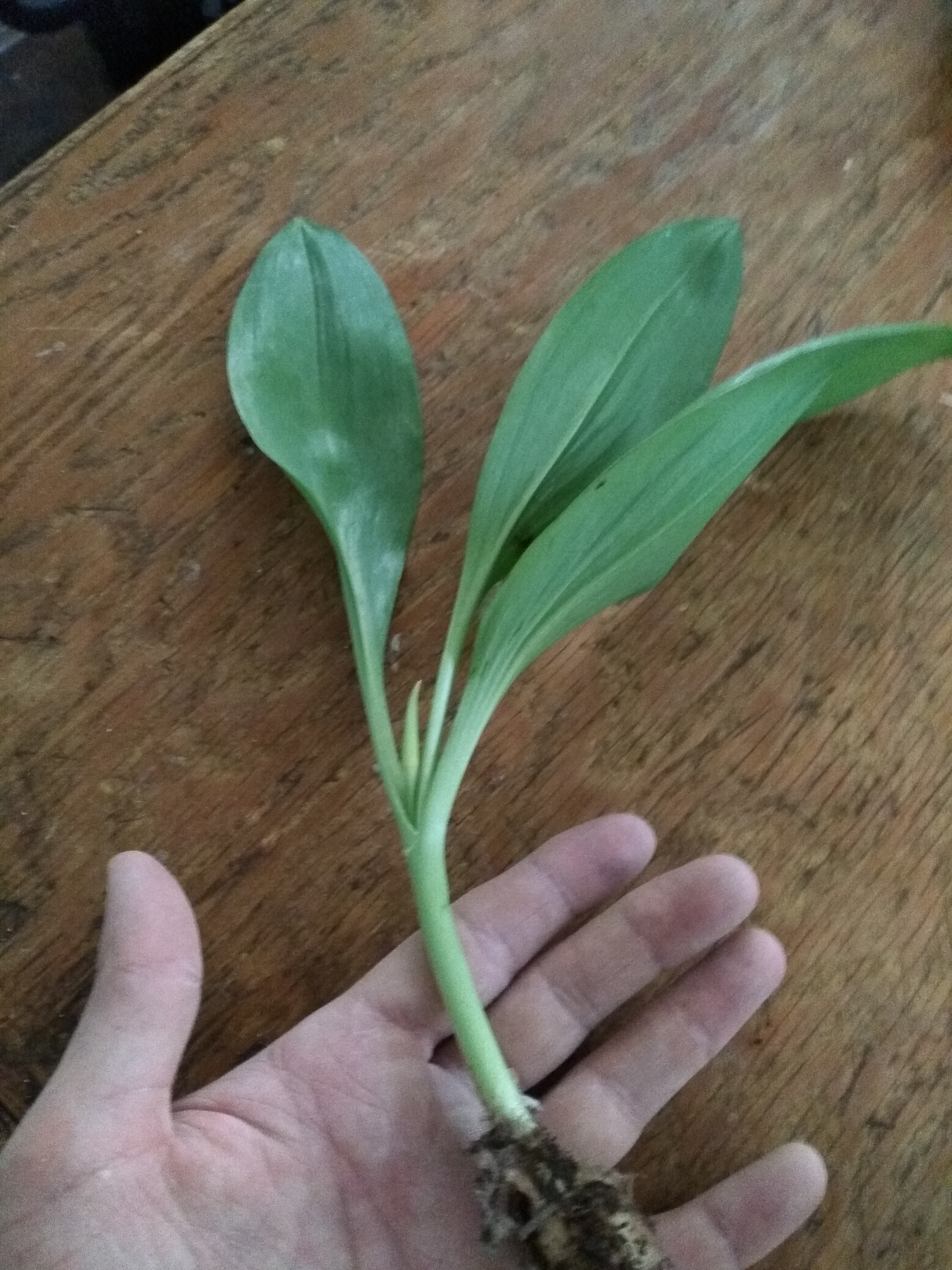
Allium tricoccum var. burdickii

Er bestaat van A. tricoccum een geaccepteerde variëteit genaamd A. tricoccum var. burdickii, die sinds 2018 ook wordt beschouwd als een volwaardige soort A. burdickii. A. tricoccum var. burdickii werd voor het eerst beschreven door Clarence Robert Hanes in 1953. De naam burdickii is ter ere van Justin Herbert Burdick (1851-1939) die in brieven aan Asa Gray wees op het verschil met de oorspronkelijke soort.
A. tricoccum var. burdickii is over het algemeen kleiner dan A. tricoccum. De bollen zijn kleiner en de bladeren zijn smaller (2-4 cm) en hebben minder duidelijke bladstelen. De bloemschermen hebben ook minder bloemen (12-18). Bovendien zijn de bladstelen en bladscheden wit in plaats van rood of paarsachtig.

## Afbeeldingen

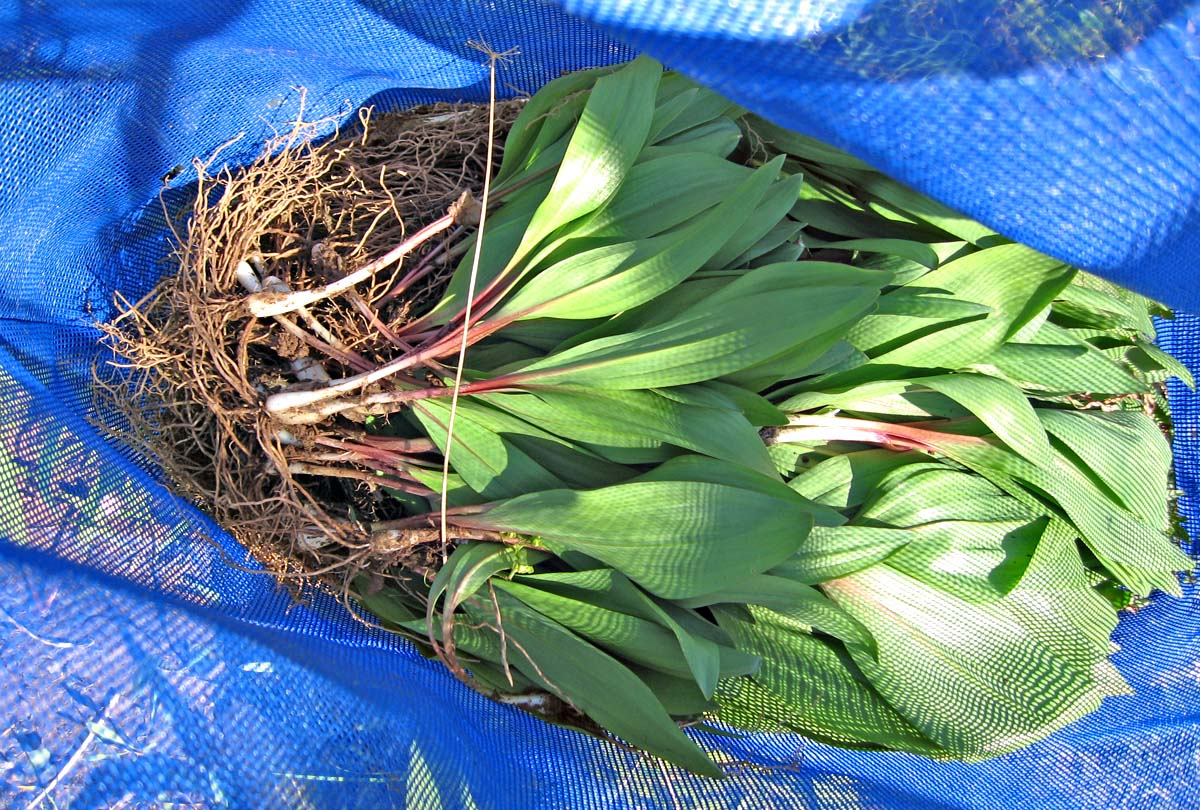
Bollen met blad
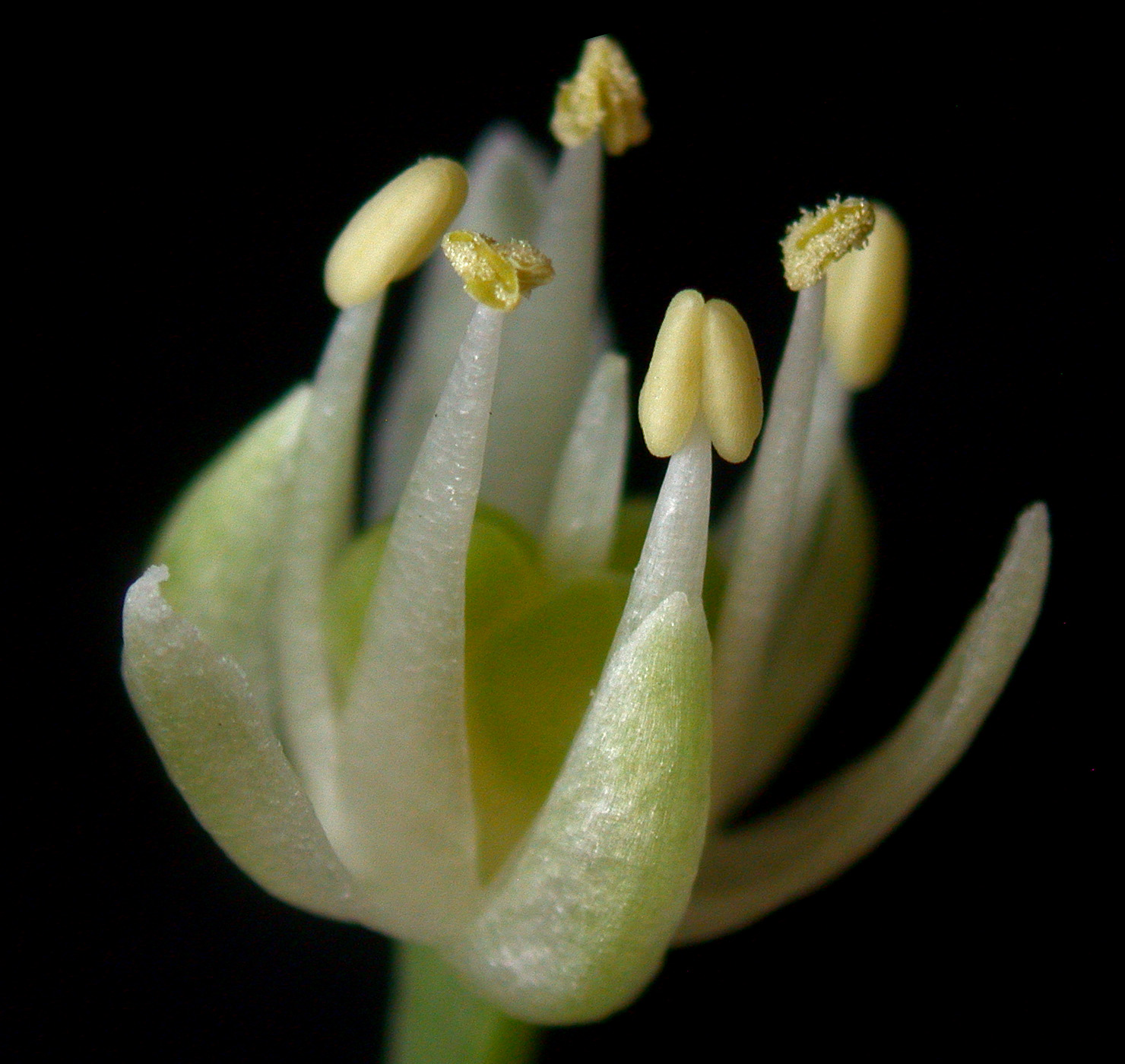
Bloem
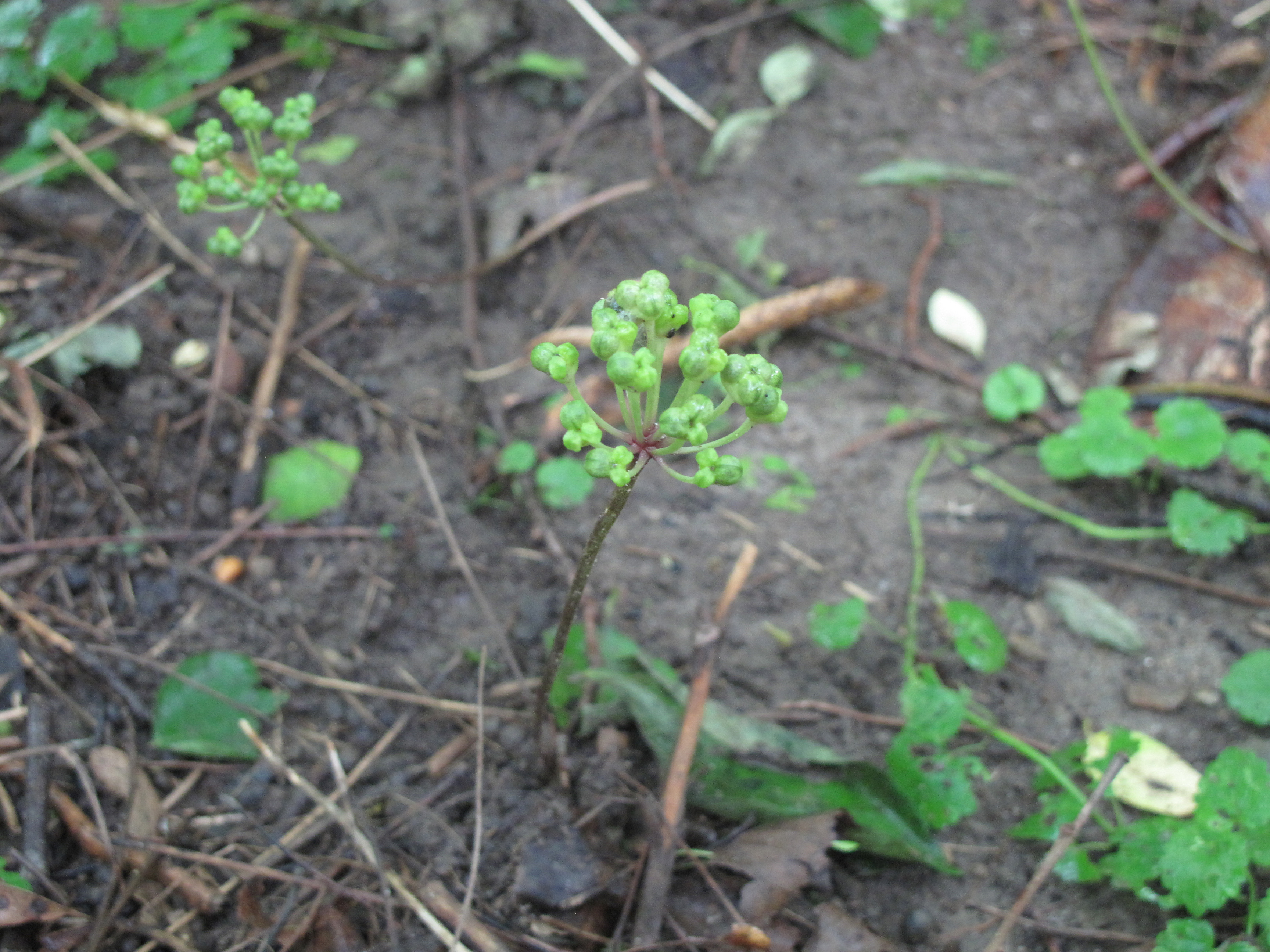
Vruchten
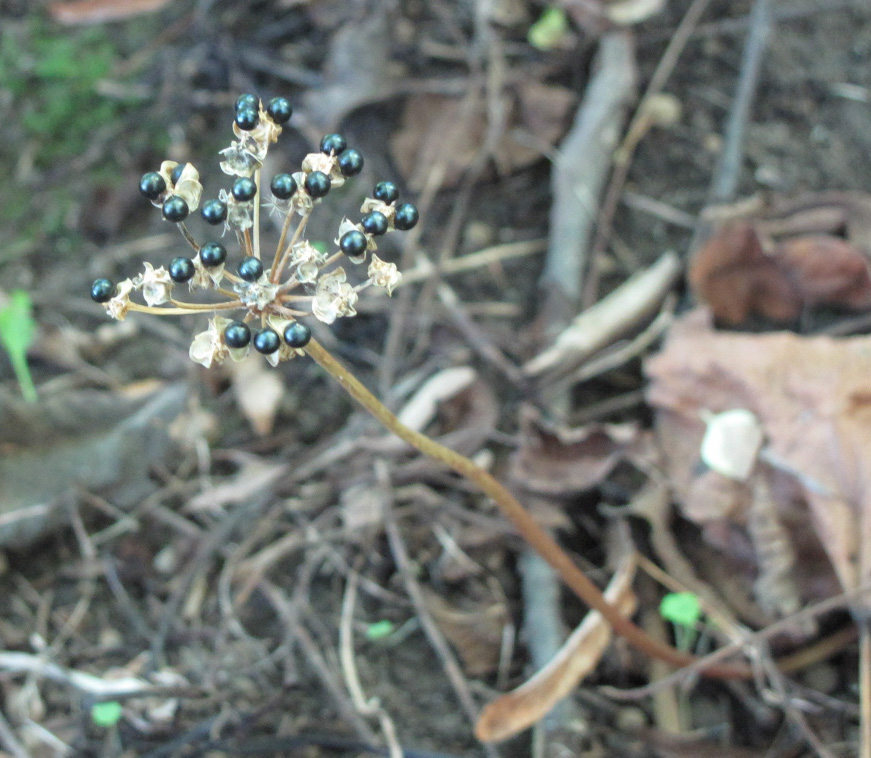
Zaden

... · 
A. altaicum · 
A. ampeloprasum (prei) · 
A. ascalonicum (sjalot) · 
A. carinatum (berglook) · 
A. cepa (ui) · 
A. fistulosum (grof bieslook) · 
A. fistulosum var. bulbifera (sint-jansui) · 
A. fistulosum var. giganteum (stengelui) ·
A. karataviense · 
A. oleraceum (moeslook) · 
A. oschaninii (eslook) · 
A. paradoxum (armbloemig look) · 
A. rotundum (ronde look) · 
A. sativum (knoflook) · 
A. schoenoprasum (bieslook) · 
A. scorodoprasum (slangenlook) · 
A. sphaerocephalon (kogellook) · 
A. tricoccum · 
A. triquetrum (driekantig look) · 
A. tuberosum (Chinese bieslook) · 
A. ursinum (daslook) · 
A. vineale (kraailook) · 
A. zebdanense (bochtig look) ·
...